# ATC-kod N: Nervsystemet
ATC-kod N: Nervsystemet är en del av klassificeringssystemet ATC (Anatomical Therapeutic Chemical Classification System) för läkemedel och vissa andra medicinska produkter. ATC utvecklas av WHO och består av alfanumeriska koder indelade i grupper utifrån anatomi, medicinsk funktion och läkemedelstyp på 5 olika kodnivåer. Denna sida listar innehållet i en specifik grupp på den första nivån.

## N Nervsystemet
N01 Anestetika
N02 Analgetika
N03 Antiepileptika
N04 Medel vid parkinsonism
N05 Neuroleptika, lugnande medel och sömnmedel
N06 Psykoanaleptika
N07 Övriga läkemedel med verkan på nervsystemet

### Engelska
- WHO Collaborating Centre for Drug Statistics Methodology - ATC Index
- WHO Collaborating Centre for Drug Statistics Methodology - ATCvet Index

### Svenska
- SIL online
- FASS.se - ATC
- FASS.se - Veterinär-ATC
- Sök läkemedelsfakta - Läkemedelsverket
- Socialstyrelsen : Klassifikationer
- Nationellt produktregister för läkemedel - NPL